# Trofeo dello Scalatore
Il Trofeo dello Scalatore era una competizione maschile di ciclismo su strada, organizzata su più prove e dedicata agli scalatori, che si disputò in Italia dal 1987 al 2001.

## Storia
L'idea nacque nel 1987, per volere del gruppo RCS con l'intenzione di ridare importanza e riscoprire una categoria di ciclisti, gli scalatori puri, che nel corso degli anni ottanta erano sempre meno considerati e valorizzati nelle grandi corse perché oscurati dai passisti, molto più inclini ad una pedalata di potenza che alla sciolta cadenza dello scalatore puro.
Inizialmente la corsa ebbe una risonanza a livello nazionale, ma riuscì a crescere notevolmente sino ad avere risonanza internazionale. Negli ultimi anni la corsa è diventata un trampolino di lancio per giovani ciclisti.
Si trattava di una competizione organizzata su più prove, quattro o cinque, volte a stilare una classifica non a tempo ma a punti. 

## Albo d'oro
Aggiornato all'edizione 2001.
| Anno | Vincitore           | Secondo              | Terzo             |
| ---- | ------------------- | -------------------- | ----------------- |
| 1987 | Stefano Tomasini    | Marco Giovannetti    | Franco Chioccioli |
| 1988 | Silvano Contini     | Franco Vona          | Stefano Tomasini  |
| 1989 | Michele Moro        | Daniel Steiger       | Pëtr Ugrumov      |
| 1990 | Roberto Gusmeroli   | Pëtr Ugrumov         | Roberto Conti     |
| 1991 | Davide Cassani      | Stefano Della Santa  | Michele Moro      |
| 1992 | Alberto Elli        | Oscar Pellicioli     | Ivan Gotti        |
| 1993 | Pascal Richard      | Alberto Elli         | Pëtr Ugrumov      |
| 1994 | Zenon Jaskuła       | Francesco Casagrande | Andrei Teterjuk   |
| 1995 | Oscar Pellicioli    | Wladimir Belli       | Stefano Colagè    |
| 1996 | Marco Fincato       | Gianluca Valoti      | Massimo Donati    |
| 1997 | Pavel Tonkov        | Simone Borgheresi    | Vladislav Bobrik  |
| 1998 | Massimo Donati      | Leonardo Piepoli     | Michele Laddomada |
| 1999 | Roberto Sgambelluri | Mauro Zanetti        | Massimo Donati    |
| 2000 | Ruggero Borghi      | Massimiliano Gentili | Fortunato Baliani |
| 2001 | Freddy González     | Gianluca Tonetti     | Ruggero Borghi    |